# La Pucelle d'Orléans (Schiller)
Pour les articles homonymes, voir La Pucelle d'Orléans.

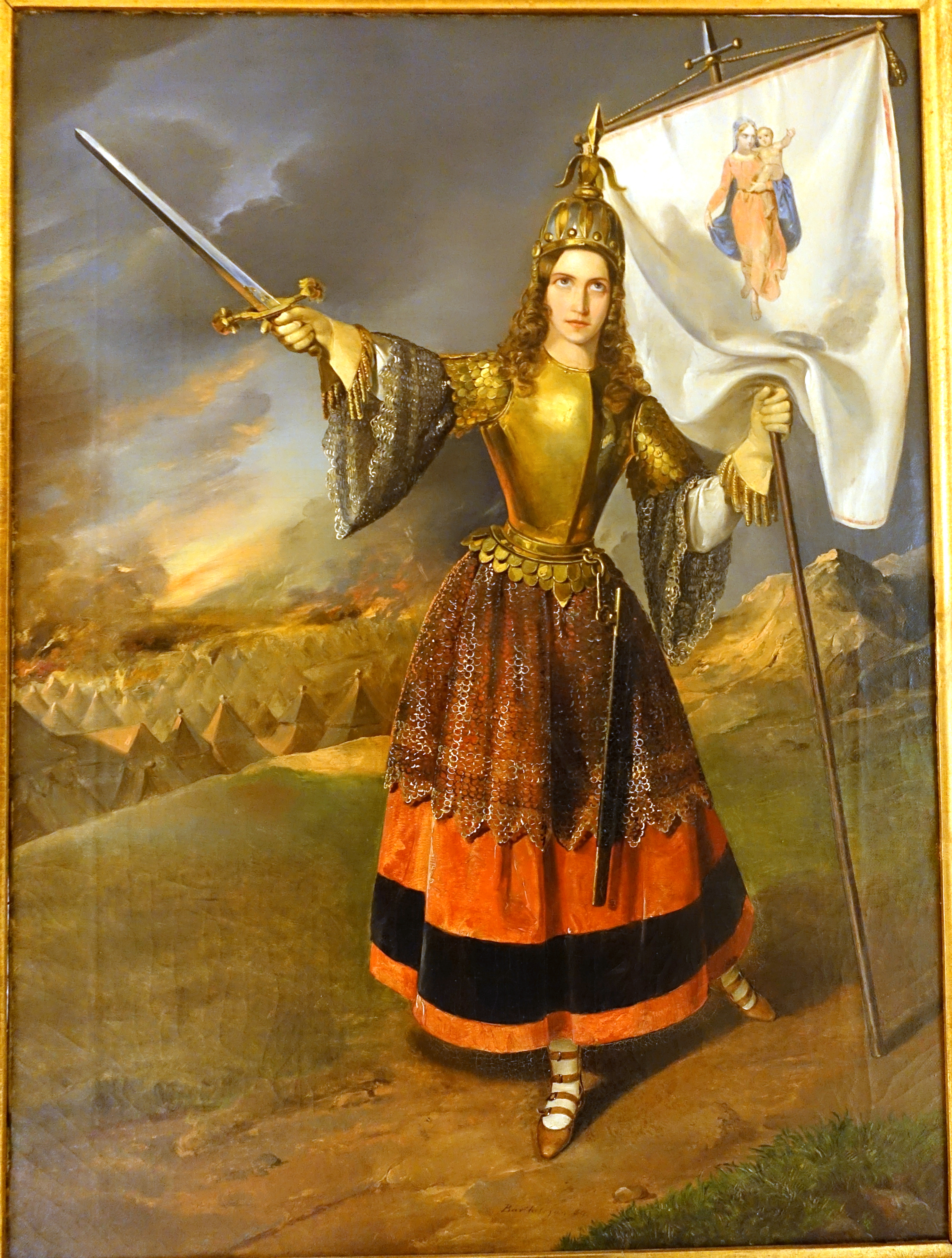
Les Dieux-mêmes combattent en vain la stupidité est une citation célèbre de cette pièce (acte III, scène VI}, dont Isaac Asimov a tiré un roman, Les Dieux eux-mêmes.

La Pucelle d'Orléans (titre original : Die Jungfrau von Orleans) est une tragédie de Friedrich von Schiller représentée pour la première fois à Leipzig le 11 septembre 1801 et mettant en scène Jeanne d'Arc, célèbre jeune femme guerrière qui s'opposa à l'envahisseur anglais. Affirmant être guidée par des voix, dont celle de l'archange saint Michel, elle fit changer le cours de la guerre de Cent Ans en France au XVe siècle. 
Cette pièce de théâtre inspira l'opéra Giovanna d'Arco (1845) de Giuseppe Verdi, l'opéra La Pucelle d'Orléans (1881) de Piotr Ilitch Tchaïkovski et le court métrage muet italien La Vie de Jeanne d'Arc  réalisé en 1909 par Mario Caserini.

### Bilbliographie
- (en) John Pendergast, Joan of Arc on the Stage and Her Sisters in Sublime Sanctity, Palgrave Macmillan, coll. « Bernard Shaw and His Contemporaries », 2019, XVII-281 p. (ISBN 978-3-030-27888-5, DOI 10.1007/978-3-030-27889-2).